# Arte cassinese
La locuzione arte cassinese si riferisce alla produzione artistica variamente legata al cenobio e agli abati di Montecassino cui si diede luogo tra la metà dell'VIII secolo, quando si crede si sia formata la biblioteca del monastero, e l'inizio del XII. La nascita del regno normanno e il trasferimento del centro di potere a Palermo diedero origine al lento declino dell'abbazia che riprese vita in età angioina. Gli edifici del complesso monastico e i loro apparati decorativi sono noti solo tramite descrizioni letterarie, in primo luogo le descrizioni contenute nella Chronica sacri monasterii casinensis di Leone Marsicano. Ai documenti si aggiungono, per l'epoca altomedievale, le testimonianze monumentali sopravvissute in altri territori appartenuti alla Langobardia Minor, quali la chiesa di Santa Sofia a Benevento e l'abbazia di San Vincenzo al Volturno uniti a Montecassino da uno stesso orientamento politico e culturale, per descrivere il quale si utilizza la nozione di arte beneventano-cassinese. A queste scarse testimonianze si uniscono infine i codici miniati prodotti dallo scriptorium del monastero.

## Architettura e decorazione
Il restauro e la decorazione degli edifici abbaziali nell'VIII secolo coincisero con l'arte palatina promossa da Arechi II a Benevento e con i lavori intrapresi tra il 783 e l'817 dagli abati Paolo e Giosuè a San Vincenzo al Volturno. A Montecassino, dopo gli interventi di Potone e Teodemaro, fu l'abate Gisulfo (797 – 817) a rinnovare il piccolo oratorio dedicato a san Giovanni Battista, ove si custodivano le spoglie di san Benedetto; secondo quanto descritto nella Chronica esso fu trasformato in un edificio a tre navate, conservando l'originaria area absidale. Su questa stessa icnografia Gisulfo impostò l'edificazione della chiesa di San Salvatore ai piedi del monte, in località San Germano, odierna Cassino. La chiesa abbaziale fu incendiata dai Saraceni nell'883 e la comunità, dopo un periodo trascorso a Caserta e a Capua, tornò alla sede primitiva con l'abate Aligerno nel 949 - 950, dando inizio a un periodo di prosperità economica, pur restando legata ai principi capuani fautori di un indirizzo politico filobizantino.
L'XI secolo, con la crisi dei principati longobardi, vide l'abbazia di Montecassino assurgere al ruolo di protagonista nel disegno politico e religioso ispirato alla riforma gregoriana. L'abate Desiderio (1058 – 1087), fautore tra i più attivi di un accordo tra papato e Normanni, svolse numerose attività di riorganizzazione edilizia del complesso monastico; tra queste la commissione a Costantinopoli delle porte bronzee per la basilica gisulfiana a imitazione di quelle che nel 1065 aveva ammirato ad Amalfi. Nel 1066 iniziò il lavoro di ricostruzione della chiesa abbaziale dalle fondamenta; dell'abbazia desideriana ci resta il dettagliato resoconto di Leone Marsicano: tre navate divise da due file di dieci colonne, transetto contenuto entro il perimetro esterno, tre absidi, ventuno finestre aperte sulla navata maggiore, venti sulle navatelle, dieci nel transetto e due nell'abside maggiore. Un quadriportico era anteposto all'edificio con quattro colonne sui lati brevi e otto sui lati lunghi. Ventiquattro gradini precedevano il nartece dotato di cinque archi acuti. Un campanile si elevava sul lato sinistro. La titolazione della chiesa passò a San Benedetto mentre a San Giovanni Battista restò intitolato l'altare dell'abside maggiore. La riforma gregoriana cassinese coinvolse maestranze specializzate in ambiti artistici differenti. Alla parte architettonica, caratterizzata da una regolare distribuzione degli spazi, in continuità con le basiliche romane di San Pietro e san Giovanni in Laterano, lavorarono maestranze amalfitane e lombarde. L'apparato decorativo murale era a mosaico e ad affresco, con scene vetero e neotestamentarie organizzate in concordanza; il pavimento era in tessellato marmoreo. Per le opere musive si chiamarono artefici costantinopolitani e saraceni d'Alessandria. Una grande quantità di oggetti liturgici in materiali preziosi furono prodotti sul luogo da monaci educati alle tecniche orientali, o commissionati a Costantinopoli. Quasi nulla è sopravvissuto di quest'arte cassinese che dovette probabilmente assumere valore paradigmatico, in ambito tecnico e iconografico, non solo nelle aree di diretta influenza del monastero (ad esempio l'abbazia di Sant'Angelo in Formis), ma anche altrove, come rivelano le storie di san Benedetto affrescate nel refettorio dell'abbazia di Nonantola, derivate da fonte cassinese.

## Codici miniati cassinesi

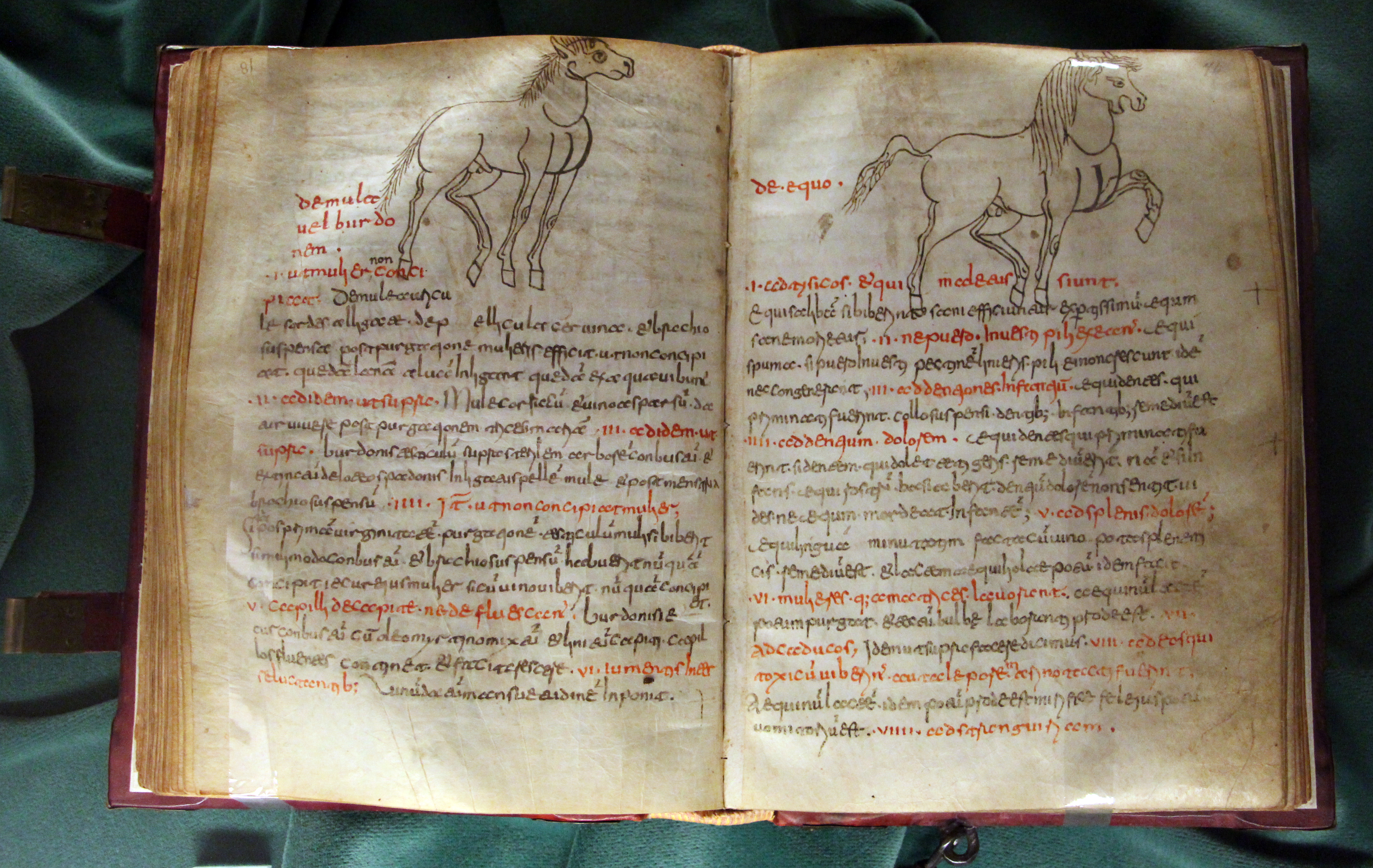
Miscellanea di trattati medici, ms. 73.41, Firenze, Biblioteca Medicea Laurenziana.

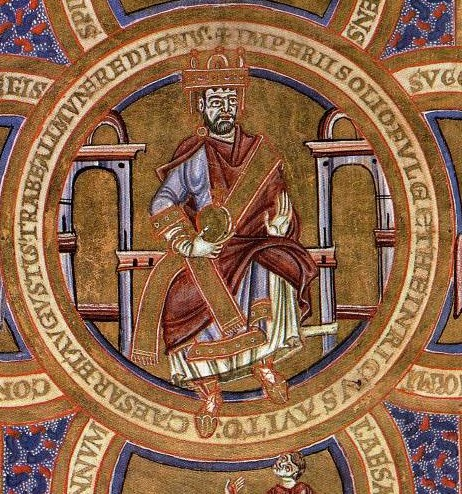
Libro dei Vangeli di Enrico II, Ottob. lat. 74, Città del Vaticano, Biblioteca apostolica vaticana.

### Sviluppo
L'VIII fu per Montecassino un secolo di intensa attività culturale. Il monastero accolse uomini di altissimo livello sociale e intellettuale, tra questi Paolo Diacono che, trasferitosi da Pavia alla corte dei Longobardi di Benevento dal 758, diresse una nota scuola a Montecassino nel 781 – 782, organizzandovi scriptorium e biblioteca. A seguito della sconfitta del regno Longobardo nel 774 il monastero accolse molti profughi provenienti dall'Italia settentrionale, la cui cultura libraria andò a costituire una delle componenti dello scriptorium cassinese. Al vocabolario mediterraneo creato a Bobbio si unì la tradizione tardoantica, testimoniata quantomeno dalla produzione ravennate. Appartiene a questa prima fase della produzione miniata cassinese la copia delle Institutiones di Cassiodoro, contenuta nel ms. Patr. 61 conservato a Bamberga, corredato da un ricco repertorio illustrativo tardoantico. Al disinteresse del modello per la coerenza spaziale si unisce, nella copia, una accentuazione degli elementi fantastici che si esprime liberamente nelle iniziali con soluzioni zoomorfe del tutto originali. Dell'VIII secolo è ancora la copia delle Etymologiae di Isidoro di Siviglia (Cavense 2) che si pone, per la sintassi ornamentale tracciata a penna con intrecci geometrici e protomi animali, all'origine della storia dell'iniziale beneventana e cassinese. Tra le opere del IX secolo il Casin. 3, manoscritto miscellaneo contenente opere di Alcuino e dello Pseudo-Beda, presenta una grande Q iniziale dove compare per la prima volta la figura del cane, destinata a divenire il "marchio" dello scriptorium. Le figure astronomiche che illustrano lo Pseudo-Beda si inseriscono tra le righe della colonna di scrittura, secondo lo stile del papiro, con un intento esplicativo che è tipico a Montecassino soprattutto nei testi scientifici, e che conduce a una accentuazione della stilizzazione medievale. A quest'arte, formatasi tra VIII e IX secolo nella Langobardia Minor, cui ci si riferisce con la nozione di arte beneventano-cassinese, lo scriptorium di Montecassino giunse dopo un solo secolo di attività caratterizzandosi per un rifiuto del concetto carolingio di renovatio come conseguenza di una fondamentale continuità nell'Italia meridionale, tra il mondo medievale e la tradizione classica.
L'incursione dei Saraceni nell'883 non interruppe la vitalità del cenobio, il cui scriptorium continuò ad operare anche in esilio, prima a Caserta, poi, dal 915, a Capua, benché in una condizione di subordinazione al principe longobardo che impose come abate l'arcidiacono Giovanni, suo parente. L'ultimo manoscritto miniato a Capua è il Casin. 269, eseguito da Giaquinto su commissione dell'abate Aligerno, tra il 949 e il 951; vi si trova una iniziale cassinese rinnovata, dissolta in una rete di nastri sottili, e una maggiore dinamicità dell'elemento zoomorfo derivata da modelli insulari. All'inizio dell'XI secolo il gusto raffinato di Giaquinto è sostituito da uno stile decorativo più pesante, di cui è esempio il ms. Casin. 148 dello scriba Martino datato 1010, che giunge nelle creazioni di Grimoaldo a una vivacità cromatica esaltata dalle linee bianche tra le campiture. Grimoaldo è miniatore a Montecassino sotto l'abate Teobaldo, fautore di un'ampia campagna di acquisizioni per la biblioteca del monastero. A Teobaldo nel 1022 l'imperatore Enrico II donò l'evangeliario n. 74 miniato a Ratisbona, che solo in età desideriana ebbe influenza sullo stile dello scriptorium, teso con Grimoaldo alla stabilizzazione di schemi già sperimentati e alla normalizzazione dell'iniziale cassinese la quale giunse in questi anni a riempire l'intera pagina.
In età desideriana e oderisiana, le delicate variazioni cromatiche dei codici cassinesi, di derivazione bizantina, erano recepite direttamente dai manoscritti greci presenti nella biblioteca del monastero, o attraverso modelli di pittura monumentale. Non vi furono miniatori tra i numerosi artefici orientali chiamati a Montecassino con lo scopo precipuo di formare una scuola locale, ma le fonti sulle quali aggiornarsi al linguaggio bizantino erano diverse e numerose nell'Italia meridionale. Così stretti furono i rapporti che all'ottavo decennio dell'XI secolo lo scriptorium cassinese poté registrare il passaggio dall'arte tardomacedone a quella comnena. L'aderenza alla tradizione locale era invece garantita dal patrimonio librario della biblioteca, al quale si continuava a guardare tra l'altro rifiutando l'introduzione della nuova scrittura carolina in favore dell'aderenza alla locale scrittura beneventana. Sulla struttura cassinese l'evangeliario di Enrico II innestò modi ottoniani, e ulteriori formule decorative derivarono dai codici normanni contemporanei.

### Dedichecassinesi

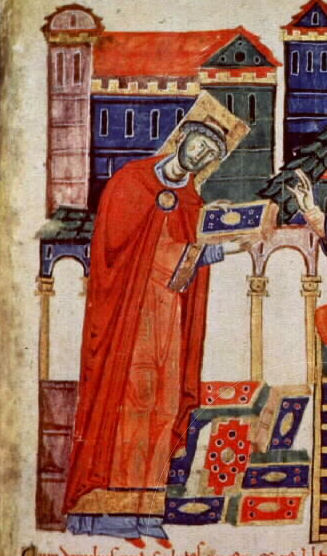
L'abate Desiderio, dedica, miniatura, Lezionario, Vat. lat. 1202, c. 2r. Città del Vaticano, Biblioteca apostolica vaticana.

Nella sede di Capua approntata da Giovanni I (915 - 934) si diede inizio a uno schema iconografico tradizionale per la pagina di Dedica che continuò a vivere fino in epoca desideriana. Il prototipo fu il ms. Casin. 175 con la Regola e il commento di Paolo Diacono insieme ad altri documenti legati all'abbazia, liturgici, storici e cronachistici. Nel frontespizio l'abate Giovanni I si fece ritrarre nell'atto di consegnare il codice a San Benedetto seduto in trono, con il nimbo quadrato dei viventi e, sullo sfondo, un edificio identificabile con la chiesa da lui fondata a Capua. L'accesa gamma cromatica della miniatura è stata attribuita a influssi carolingi, uniti ad apporti bizantini forse dovuti al viaggio di Giovanni a Costantinopoli nel 915 per conto dei principi capuani. Su questo schema, l'analogia tra mecenatismo architettonico ed editoriale, si impostarono tutte le successive pagine di dedica dei manoscritti cassinesi. Particolarmente rilevante è il frontespizio del ms. Casin. 99, il primo manoscritto cassinese di età desideriana, datato al 1072, anno in cui venne pagato e offerto a San Benedetto dal monaco Giovanni, come informa il testo dedicatorio. Nel disegno di dedica Giovanni offre a Benedetto il codice mentre Desiderio intercede per lui. Il giovane monaco rappresentato ai piedi del santo è Leone Marsicano, nipote di Giovanni e bibliotecario del monastero, quindi responsabile dell'opera benché non ne fosse esecutore materiale. Anche in questo frontespizio lo sfondo del disegno è occupato da un'architettura che allude alla nuova chiesa abbaziale fatta edificare da Desiderio.